# 綿岫
貝子綿岫（1782年1月16日—1850年6月18日），貝勒永珔第一子，母伊爾根覺羅氏，其父為豐年，愉郡王系第四代。
他在乾隆四十六年十二月（合1782年）出生，嘉慶七年十一月（1802年）考封三等鎮國將軍，授侍衛處一等侍衛。道光元年二月（1821年）襲封貝子。
道光三十年五月（1850年）他去世，虛齡七十岁，由長子奕橚降襲奉恩鎮國公。